# Aguadas
Aguadas es un municipio colombiano ubicado al norte del departamento de Caldas. Aguadas ofrece a los visitantes su centro histórico, declarado Monumento Nacional en 1982
Cuenta con un clima templado gracias a la variedad de pisos térmicos que van del cálido al páramo. Hace parte de la Red de pueblos patrimonio de Colombia.  
Limita por el norte con Abejorral, por el oriente con Sonsón, por el suroriente con Salamina por el sur con Pácora, por el occidente con Caramanta y Valparaíso, y por el noroccidente con La Pintada.

## Historia
Eran los indios Coucuyes quienes habitaban las tierras de Aguadas cuando llegaron los conquistadores. Éstos, a su vez, bautizaron a estos indígenas con el apelativo de Armados, basados al parecer en los atuendos que vestían.
Fue el mariscal Jorge Robledo uno de los primeros españoles en visitar estas tierras. Sebastián de Belalcázar, su comandante en jefe, había ordenado fundar una villa a modo de fuerte militar, con el nombre de Santiago de Arma (1542). Los yacimientos auríferos que se encontraron en la zona atrajeron a muchas familias, pero el posterior agotamiento del mineral condujo al abandono de la región, y finalmente las autoridades ordenaron el traslado de Arma a la localidad de Rionegro. Sin embargo, muchos habitantes se negaron a dejar el caserío, y en 1808 deciden fundar a Aguadas ante la masiva llegada de los colonizadores antioqueños.
Aguadas es pues, el substituto de la legendaria villa española de Santiago de Arma. 
Los inmigrantes antioqueños se desplazan hacia el sur, y desde entonces se menciona la fonda atendida por Manuela Ocampo, oriunda de Sonsón, como uno de los sitios de llegada, y donde los arrieros recibían hospedaje.
El municipio es bañado por las aguas de los ríos Arma y Cauca.
A lo largo de la historia recibió nombres tales como: ciudad de Ebejico, ciudad de las brumas, la Aguada y finalmente Aguadas, nombre que aun conserva.

## División Político-Administrativa
Además de su Cabecera municipal. Aguadas tiene bajo su jurisdicción los siguientes Centros poblados:
- Alto de La Montaña
- Alto de Pito
- Arma
- Bocas
- Edén
- La Mermita
- Pore
- San Nicolás
- Viboral

### Límites municipales
Aguadas está delimitada por los siguientes municipios:
| Noroeste: La Pintada ( Antioquia) Santa Barbara ( Antioquia) (Rio Arma) | Norte: Abejorral ( Antioquia) (Rio Arma) | Nordeste: Sonsón ( Antioquia) (Rio Arma)                 |
| Oeste: Caramanta ( Antioquia) Valparaiso ( Antioquia) (Río Cauca)       |                                          | Este: Sonsón ( Antioquia) (Rio Arma)                     |
| Suroeste: Caramanta ( Antioquia) (Río Cauca)                            | Sur: Pácora (Río Pozo)                   | Sureste: Salamina (Río San Felix) Pensilvania (Río Arma) |

## Geografía
Aguadas es un pintoresco pueblo típico, acunado en el mismo corazón de Colombia, dónde se conservan las tradiciones y costumbres del pueblo paisa, lo que se puede apreciar en sus paisajes, arquitectura, folclor, y en la amabilidad de su gente; ofrece una gran variedad de atractivos naturales, arqueológicos, culturales y religiosos para conocer y disfrutar.

## Ecología

### Flora
En el municipio de Aguadas se ha evidenciado una desaparición de la vegetación natural, la cual se transformó en los paisajes cafetero y ganadero de la actualidad, razón por la cual ha permanecido una mínima parte de la flora y de la fauna nativas que se concentran especialmente en la zona fría, en los bosques de Tarcará, Risaralda, Santa Inés y Llano Grande Arriba, los cuales están conectados con la reserva forestal central haciendo parte del bosque andino más extenso e importante del Departamento. En esta faja del llamado “Bosque de Niebla”, es posible encontrar algunas especies valiosas como el roble, cedro y comino y una gran variedad de orquídeas silvestres en la microcuenca de Tarcará. 

### Fauna
En el municipio existe una gran cantidad de especies de fauna en atención a su diversidad climática y posición geográfica, no obstante que en los últimos años se ha venido reduciendo la biodiversidad debido a la transformación del paisaje natural por la ampliación de la frontera agrícola. Sin embargo, según la agenda ambiental de CORPOCALDAS, se estima la presencia de 24 familias de mamíferos que abarcan 53 especies, siendo la danta de páramo el más grande ubicándose en las cimas de la cordillera Central, y actualmente en peligro de extinción. 
Las aves son abundantes especialmente sobre los 2000 m s. n. m. (metros sobre el nivel del mar), con un inventario estimado en 38 familias y 259 especies, sobresaliendo los gavilanes, palomas, carpinteros, loritos, colibríes y mirlas, entre otros. Los anfibios por sus hábitos y reducido tamaño, pasan desapercibidos estimándose una población de siete familias y 40 especies, mientras que a nivel de reptiles se encontraron siete familias y 40 especies. Respecto al inventario de peces se han determinado 13 familias y 34 especies donde se destacan cachamas, sabaletas, mueludas y en las partes altas la trucha.

## Economía
La actividad productiva de la región gira en torno a la agricultura, destacándose en particular los cultivos de café plátano,mora de castilla y en menor escala la caña panelera. De igual manera, la producción ganadera ocupa un lugar importante en la economía regional, mientras que el comercio genera buena parte del empleo urbano impulsado por el sector agropecuario y las artesanías locales elaboradas con base en la iraca, destacándose el sombrero, conocido mundialmente como: El sombrero Aguadeño además de la fabricación del famoso pionono. En la actualidad existe una renovación y recuperación ciertas áreas dedicadas anteriormente a una ganadería incipiente y con baja tecnología, ubicadas sobre los 1800 m s. n. m. que ha venido dinamizando una economía de punta,como lo es el Aguacate Hass, donde compañías con capitales nacionales y extranjeros han encontrado un nicho importante para sus proyectos de inversión y por ende aportando un rubro adicional a la economía local.

## Símbolos

### Escudo
El escudo de Aguadas está dividido en dos mitades, verticalmente, es decir, de arriba hacia abajo.
La primera mitad es de amarillo y la segunda de azul: 
El amarillo representa la sabiduría y por ser este el color de la ciudad, los aguadeños deben instruirse para ser iluminados por la verdad y ser sabios, ya que solo "La verdad nos hará libres". 
El azul, denota justicia y lealtad y por ser color de la ciudad, deben practicar la justicia y servir con lealtad y desinterés a la república de Colombia. 
En la primera mitad (amarillo) se ven, puestas una sobre otra, tres fuentes o nacimientos de agua, ya que esa es la interpretación del nombre "AGUADAS". Las fuentes o manantiales significan la vitalidad del pueblo aguadeño (pues el agua en surgimiento representa la fuerza vital del hombre). En la segunda mitad (azul) se ve un león rampante con manos abiertas y garras extendidas, que significa la braveza y valentía del pueblo. El león lleva al cuello un “sello real” (o del rey) con las armas de Castilla y León y es el recuerdo de España cuyos hijos poblaron a arma y de cuyos descendientes se pobló nuestra ciudad.
Encima del escudo se ve un cóndor explayado (con alas abiertas) de sable (color negro) que es el símbolo de libertad colombiana porque el cóndor es soberano entre todas las aves, así se presenta la soberanía Nacional, el cóndor va sostenido en el escudo; por adorno en astas armadas de plata, una bandera de Aguadas a cada lado recogidas bajo la punta del escudo por una cinta de plata (blanca) con el lema de Sable (negro) “NACIÓ CON LA PATRIA”, indicando que Aguadas fue fundada cuando nuestra patria colombiana luchaba para independizarse de España entre 1810 y 1819.

### Bandera
Fue creada en el año de 1957, siendo Alcalde Municipal el señor Marino Gómez Estrada, se estableció el régimen, protocolo y honores de la bandera Aguadeña mediante decreto No 11, del 14 de enero de 1963. Está compuesta de tres fajas horizontales iguales de colores Amarillo, Azul y Blanco, en su orden: 
- El color amarillo: representa la Gloria de los antepasados.
- El Azul: representa la lealtad en los servicios a Colombia.
- Blanco: la Paz entre los ciudadanos del municipio de Aguadas.

Los colores amarillo y azul son los del Escudo, oro y azul; y el blanco, símbolo de la paz, viene a proclamar no solo el hecho de ser un pueblo pacífico, sino de haber sido a lo largo de su historia un pueblo pacifista. 
La tradición de los hombres significativos de Aguadas fue de servicio a las letras, más que a las armas y sin jactancia hay que reconocer que esta ciudad siempre ha sido la primera en el periodismo comarcano, de ello es quizá un bello símbolo el hecho de que tanto el fundador de "El Tiempo", don Alfonso Villegas Restrepo, como los actuales directores de "El Espectador" y "La República", los tres periódicos capitalinos, se encuentran entre los descendientes de don José Antonio Villegas, cofundador de Aguadas. 

### Himno
Himno Oficial Aguadas - Caldas
Oficializado mediante acuerdo número 19 de 16 de octubre de 1979. 
Letra : Maestro Jesús María Gallego, (Aguadeño) 
Música : Carlos Schewienebeg B. (Alemán nacionalizado en Colombia) / Jorge Giraldo (Aguadeño)
Arreglo/Orquestación : Jorge Giraldo
Esta Producción fue realizada gracias al apoyo de la Administración Municipal 2020 - 2023
Alcalde Municipal : Diego Fernando González
Asesor Secretaría de Educación : Edilson Bustamante
| Coro Mientras palpite el corazón, con elación y fe sagrada pregonaremos con orgullo, ¡Aguadas, Aguadas, Aguadas! I Rindan las flores de mil primores, de mil aromas embalsamadas, digno homenaje, gloria y loores a tu pasado de honor, ¡Aguadas! | II Fúlgidos cromos crepusculares, y, en suaves lampos, las alboradas, ríndale ofrendas, culto y altares a tu presente de amor, ¡Aguadas! III brinden las aves de dulce trinos, las fuertes brinden, alborozadas hímnicos cantos de estro, divinos, por tu futuro de acción, ¡Aguadas! | IV Fieles al culto de un gran pasado de amor brindando las llamaradas planes forjando, de ansia colmadas conquistaremos tu triunfo, ¡Aguadas! |

## Lugares turísticos
- Pueblito Viejo.
- Cementerio Central.
- Alto de Monserrate.
- Museo del Sombrero.
- Monumento a la Tejedora.
- Monumento al Cacique Pipinta.
- Cueva indígena.
- Puente de piedra.
- Cascada de Pore
- Calle de los Faroles
- Monumento Simón Bolívar.

## Cultura
Pueblo de Cultura de Poesía, Música, Arte y Orquesta.
Pasodoble Aguadas
https://www.youtube.com/watch?v=k4fXcEskuYM
Letra: Jaime Parra
Música : Alfredo Guapacha/Jorge Giraldo
Arreglo/Orquestación : Jorge Giraldo
Producción General : Jorge Giraldo
Libreto/Edición : Yefferson Ospina
Artistas : Banda Municipal de Manizales
Soprano : Lina García
Tenor :   Marco Fidel Castro
Producción realizada con el apoyo de Administración Municipal 2020 - 2023
Alcalde : Fabio Gómez Mejía
Secretaría de Educación: Laura Sofía Bustamante
Directora Local de Salud: Ana Lucía Giraldo
Secretaría de Gobierno: Ana Cristina Soto
Secretaría de Planeacion: Paola Camacho
Secretario de Hacienda: Jorge Hernan Escobar
Secretario de Obras Públicas: Victor Hugo Bernal
Secretaría Administrativa: Melany Saldarriaga Molina